# Ciclone Berguitta
O ciclone tropical intenso Berguitta foi um forte ciclone tropical que causou inundações nas Ilhas Maurícia e Reunião em janeiro de 2018. O terceiro sistema tropical e o primeiro ciclone tropical intenso da temporada de ciclones do Índico Sudoeste de 2017-18, Berguitta originou-se de uma área de tempestades dispersas a sudoeste do arquipélago de Chagos em 10 de janeiro. Ele se organizou lentamente à medida que se movia para o sul e se tornou uma tempestade tropical quando virou para o oeste em 13 de janeiro. Berguitta então se intensificou rapidamente para atingir seu pico de intensidade em 15 de janeiro enquanto parando ao norte de Rodrigues. Na época, o ciclone possuía ventos sustentados de 10 minutos de 90 kn (170 km/h; 100 mph), ventos sustentados de 1 minuto de 105 kn (194 km/h; 121 mph), e uma pressão central mínima de 960 hPa (28 inHg). Berguitta enfraqueceu enquanto se movia lentamente para oeste-sudoeste em 16 de janeiro, e o ciclone degradou-se a uma tempestade tropical em 17 janeiro. Ele acelerou para sudoeste sobre Maurício e Reunião em 18 janeiro, antes de degenerar para um ciclone pós-tropical no dia seguinte. Os remanescentes de Berguitta se transformaram em um ciclone extratropical e se dissiparam sobre o Oceano Índico em 24 janeiro.
Em Maurícia, Berguitta trouxe chuvas fortes e rajadas de vento para Rodrigues de 13 a 15 janeiro. A ilha experimentou um quarto de sua precipitação média anual durante esses três dias, resultando em inundações generalizadas, especialmente nas áreas costeiras. O aeroporto da ilha ficou fechado por quase seis dias, deixando vários maurícios e turistas presos. Berguitta afetou a ilha principal das Maurícias nos dias 17 e 18 de janeiro, passando a sul da costa. Dois dias de chuva forte e contínua causaram inundações severas que danificaram edifícios e pelo menos três quartos das plantações da ilha. Um total de 6.800 famílias ficaram sem energia depois que árvores caídas danificaram as linhas de energia, enquanto o abastecimento de água para a capital Porto Luís foi interrompido. Duas pessoas morreram em Maurício: uma em um acidente de carro e a outra após uma queda de uma escada. Após a tempestade, o governo concedeu pagamentos a 13.000 moradores afetados, mas o pequeno tamanho dos pagamentos e os atrasos em entregá-los levaram a protestos. Mais manifestações se seguiram quando as famílias foram despejadas dos centros de evacuação. As perdas econômicas nas Maurícias foram estimadas em ₨ 2 mil milhões (US$ 59 milhão).
Reunião foi impactada por chuva e vento principalmente em 18 de janeiro. A parte sul da ilha foi particularmente atingida por inundações e deslizamentos de terra. Vários recordes de precipitação estabelecidos por ciclones anteriores foram quebrados, principalmente no Grande Coude, que registrou 1,862 mm (73.3 in) de chuva em oito dias, incluindo 848 mm (33.4 in) em 24 horas. As inundações generalizadas induzidas pelas chuvas causaram grandes danos à infraestrutura rodoviária e à agricultura. Uma pessoa desapareceu depois de ser arrastada pelas águas da enchente. Danos na rede elétrica deixaram quase 100.000 clientes sem eletricidade, enquanto o abastecimento de água foi interrompido em várias comunas. As perdas econômicas na Reunião foram estimadas em € 41 milhões (US$ 48 milhões), incluindo € 16,7 milhões (US$ 19.7 milhões) de danos agrícolas. A cidade de Cilaos foi especialmente afetada depois que a única estrada que a ligava aos portos da ilha foi bloqueada repetidamente por deslizamentos de terra, interrompendo severamente a atividade econômica. Após a aprovação de Berguitta, o governo investiu vários milhões de euros em reconstrução, ajuda financeira e melhoria da infraestrutura rodoviária. No entanto, a recuperação foi interrompida pelos ciclones Dumazile e Fakir em março e abril, respectivamente.

## História meteorológica
Uma zona de clima perturbado se formou dentro da vale das monções a sudoeste do arquipélago de Chagos em 10 de janeiro. À medida que os remanescentes dos ciclones próximos Ava e Irving se deslocavam para o sul do Trópico de Capricórnio, o ambiente circundante tornou-se geralmente propício à ciclogênese tropical, com maior convergência dos fluxos de ar de superfície e redução do cisalhamento do vento leste. Consequentemente, o centro de circulação do distúrbio tornou-se melhor definido à medida que se deslocava para o sul-sudoeste. Às 12:00 UTC em 11 de janeiro, Météo-France La Réunion (MFR) - o Centro Meteorológico Regional Especializado para o Sudoeste do Oceano Índico - classificou o sistema como uma perturbação tropical, o terceiro da temporada de ciclones no Índico Sudoeste de 2017-2018. Ao mesmo tempo, o Joint Typhoon Warning Center (JTWC) identificou o sistema como uma depressão tropical. Uma intrusão de ar seco no flanco oeste do sistema retardou o desenvolvimento durante a noite de 11 para 12 de janeiro, antes de uma grande explosão de atividade de tempestade sobre o centro do sistema permitir que ele se consolidasse ainda mais. O MFR classificou o sistema como uma depressão tropical às 00:00 UTC em 13 de janeiro, depois a atualizou para Tempestade Tropical Moderada Berguitta seis horas depois.
Berguitta se fortaleceu lentamente nos dias 13 e 14 de janeiro quando começou a desenvolver um nublado denso central. Durante esse tempo, uma cordilheira se fortalecendo ao sul de Madagáscar fez com que a tempestade virasse para oeste e depois para noroeste enquanto desacelerava. O desenvolvimento rápido começou em 15 de janeiro, enquanto Berguitta tornou-se quase estacionária, com o MFR e o JTWC ambos notando que o sistema atingiu a intensidade do ciclone tropical no início daquele dia. Em meio de alto teor de calor oceânico e baixo cisalhamento vertical do vento, um olho se formou rapidamente dentro do pequeno sistema. Berguitta atingiu sua força máxima às 12:00 UTC em 15 de janeiro, com o MFR estimando ventos sustentados de 10 minutos de 90 kn (170 km/h; 100 mph), e rajadas chegando a 125 kn (232 km/h; 144 mph), e uma pressão central de 960 hPa (28 inHg). Isso fez de Berguitta o primeiro ciclone tropical intenso da temporada na escala do MFR. Simultaneamente, o JTWC estimou ventos sustentados de 1 minuto de 105 kn (194 km/h; 121 mph). A intensidade do ciclone se estabilizou depois disso, com pouca mudança no padrão de nuvens observado nas imagens de satélite. Berguitta começou a derivar para oeste-sudoeste mais tarde em 15 de janeiro, quando o cume mencionado que dirige o ciclone começou a enfraquecer.
Enfraquecimento pronunciado começou em 16 de janeiro, causado pelo ar seco no quadrante noroeste de Berguitta entrando em sua circulação e erodindo a parede leste do olho. O olho entrou em colapso quando o denso nublado central aqueceu e perdeu a simetria, levando o MFR a declarar que Berguitta havia se degradado para uma tempestade tropical severa às 18:00 UTC. Em 17 de janeiro, um novo cume se desenvolvendo a leste de Berguitta começou a direcionar o sistema para sudoeste, causando um aumento no cisalhamento do vento nordeste. Consequentemente, ocorreu um enfraquecimento mais lento, e o MFR avaliou que os ventos de Berguitta atingiram o máximo de 40 kn (74 km/h; 46 mph) enquanto se movia pelas Ilhas Mascarenhas. Nos dois dias seguintes, a estrutura e a intensidade de Berguitta permaneceram relativamente inalteradas, com dados do scatterometro indicando que os ventos permaneceram entre 75 e 40–45 kn (74–83 km/h; 46–52 mph). Depois, à medida que Berguitta seguia mais para o sul, a diminuição do conteúdo de calor oceânico fez com que o padrão de nuvens do ciclone perdesse a organização. O MFR declarou o sistema pós-tropical às 18:00 UTC em 19 de janeiro, quando começou a acelerar para o sul, puxado por uma cavado de nível superior a sudeste. A atividade da tempestade tornou-se cada vez mais limitada em 20 de janeiro, e o JTWC avaliou que Berguitta havia transitado para um ciclone extratropical às 18:00 UTC. Os remanescentes de Berguitta desaceleraram e viraram leste-sudeste nos próximos dias, mantendo ventos com força de vendaval, até se aprofundando ligeiramente em 21 de janeiro. O sistema logo retomou o enfraquecimento, no entanto, e foi notado pela última vez pelo MFR perto de40° S, 65° L em 24 de janeiro.

## Efeitos nas Maurícias

### Rodrigues
Como Berguitta se desenvolveu ao norte de Rodrigues, um alerta de ciclone Classe I foi emitido para a ilha em 13 de janeiro. Isso foi atualizado para um aviso de ciclone Classe II em 14 de janeiro quando Berguitta se fortaleceu e se aproximou de Rodrigues. De 13 a 15 de janeiro, Rodrigues experimentou rajadas de vento e chuva forte. Uma rajada de vento de 108 km/h (67 mph) foi registrada em Patate-Théophile na costa leste de Rodrigues, e uma rajada de 102 km/h (63 mph) foi observado em Pointe-Canon ao longo da costa norte da ilha. A ilha recebeu um quarto da sua precipitação média anual nesses três dias, com um pico de chuva total de 320 mm (13 in) em Citronela. Um total de 25 pessoas na ilha procuraram abrigo em centros de evacuação. As estradas costeiras foram inundadas e ficaram intransitáveis. Os bombeiros responderam a mais de 40 incidentes, a maioria dos quais relacionados a inundações, e a Força Móvel Especial foi mobilizada para derrubar três árvores que caíram sobre os cabos elétricos. O clima adverso fez com que o Aeroporto Sir Gaëtan Duval em Plaine-Corail fechasse de 13 de janeiro, levando a Air Mauritius a cancelar voos para a ilha. Isso deixou 50 maurícios e turistas presos. Todos os avisos de ciclone em Rodrigues foram levantados em 15 de janeiro, quando Berguitta se afastou da ilha, embora chuvas torrenciais continuassem a afetar Rodrigues até 17 de janeiro. Moradores de Rodrigues receberam um dia de folga do trabalho pela prefeitura no dia 16 de janeiro, uma vez que algumas estradas obstruídas ainda não foram desobstruídas. O Aeroporto Sir Gaëtan Duval acabou por reabrir na noite de 18 de janeiro, permitindo que os retidos deixem a ilha.

### Ilha Maurícia

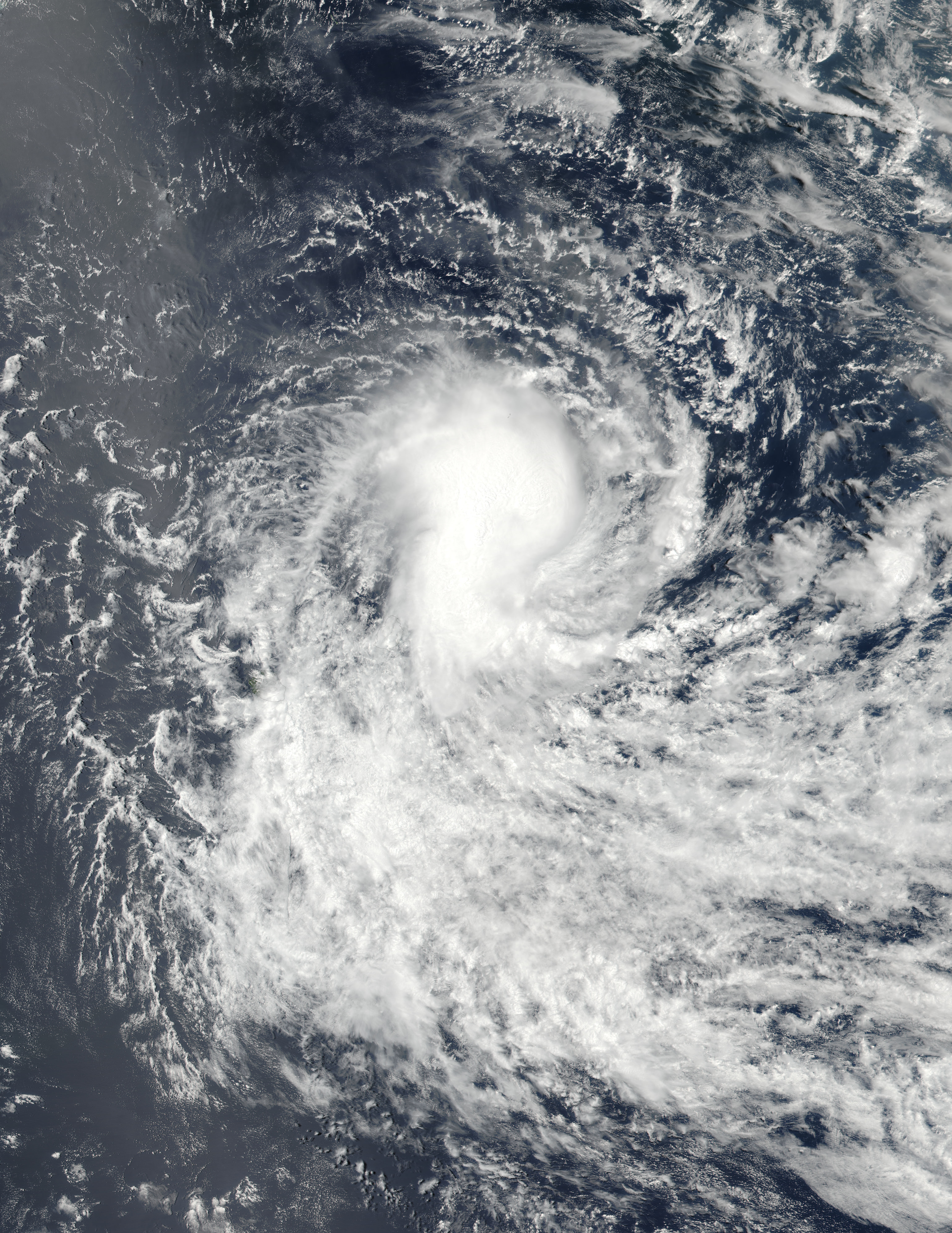
Berguitta começando a afetar Maurício em 17 janeiro

#### Preparativos e impacto
Enquanto o Berguitta se afastava de Rodrigues, virou-se para a ilha principal de Maurícia, levando as autoridades a emitir um Alerta de Ciclone de Classe I para a ilha na tarde de 15 de janeiro. Isso foi elevado a um Aviso de Ciclone de Classe II na manhã de 16 janeiro, e posteriormente atualizado para a Classe III apenas 24 horas mais tarde. O MFR originalmente esperava que o centro de Berguitta passasse diretamente sobre a ilha; o ciclone acabou passando 15 km (9 mi) ao largo da costa de Souillac. A trajetória e intensidade previstas de Berguitta geraram comparações com o Ciclone Hollanda de 1994 e o Ciclone Dina de 2002. As escolas foram fechadas a partir da manhã de 16 de janeiro, e o Centro Nacional de Redução e Gestão de Riscos de Desastres anunciaram que os locais de trabalho seriam fechados e os trabalhadores colocados em licença obrigatória a partir de 17 de janeiro. O Aeroporto Internacional Sir Seewoosagur Ramgoolam foi fechado até novo aviso na manhã de 17 de janeiro, levando a Air Mauritius a cancelar seus voos e outras companhias aéreas internacionais a remarcar os seus. O Banco do Estado das Maurícias desativou os seus caixas automáticos a partir da noite de 16 de janeiro. O Judiciário das Maurícias adiou 2.512 julgamentos agendados para 17 e 18 de janeiro. As autoridades abriram 172 centros de evacuação em toda a ilha; um total de 4.043 pessoas buscaram abrigo em 79 desses centros nos dias 17 e 18 de janeiro. A demanda foi maior na capital Port Louis, onde um centro adicional teve que ser criado no local. Nesses centros, os evacuados receberam água, refeições quentes, lanches e colchões.
Duas mortes ocorreram nas Maurícias devido a Berguitta: uma mulher morreu em um acidente de trânsito em 17 de janeiro, quando o marido perdeu o controle do carro e um homem morreu no dia 23 de janeiro depois de sofrer um ferimento na cabeça em 17 de janeiro ao cair de uma escada. A chuva forte caiu quase continuamente a partir da tarde de 17 de janeiro até a manhã de 18 de janeiro; o maior acúmulo de chuva registrado foi de 229.6 mm (9.04 in) em Mare-aux-Vacoas. As maiores rajadas de vento observadas foram de 83 km/h (52 mph), em vários locais ao longo da costa sudoeste da ilha. Inundações ocorreram em muitas partes da ilha, agravadas por um lençol freático alto após as chuvas do Ciclone Ava no início do mês. Drenos bloqueados causados por descarte inadequado de resíduos e paredes de concreto que obstruíam o escoamento superficial também foram responsabilizados pela intensificação das inundações. Bombeiros responderam a quase 200 pedidos de socorro na manhã do dia 17 de janeiro e outros 106 durante a noite de 17 a 18 de janeiro, incluindo pelo menos três casos em que as pessoas tiveram que ser resgatadas das enchentes. Árvores e galhos caídos derrubaram cabos de energia, causando a perda de energia de 6.800 residências. As estradas ficaram intransitáveis por causa de árvores caídas ou inundações em pelo menos 22 lugares. O Riverland Sports Club em Tamarin foi severamente danificado por enchentes após um rio 300 m (980 ft) estourou suas margens. O abastecimento de água para Porto Louis foi interrompido na manhã de 18 de janeiro depois de filtros entupidos de lama em uma estação de tratamento de água. A agricultura na ilha sofreu significativamente, com 75 a 80 por cento das colheitas destruídas. Consequentemente, a produção de vegetais caiu abaixo de 1,000 metric tons (1,100 short tons) por semana, bem abaixo da taxa média nacional de consumo de vegetais em 2,600 metric tons (2,900 short tons) por semana. Isso levou a uma escassez de vegetais na ilha, e os preços dos vegetais deveriam aumentar em 20 a 25 por cento.

#### Consequências
Os Avisos de Ciclone para a Ilha Maurícia foram levantados em 18 de janeiro quando Berguitta se mudou. O Primeiro Ministro das Maurícias, Pravind Jugnauth, visitou as áreas afetadas no dia 18 de janeiro; ele escapou por pouco de ser esmagado por uma árvore caída enquanto seu carro estava saindo de Bel Air. O Aeroporto Internacional Sir Seewoosagur Ramgoolam reabriu na noite de 18 de janeiro. Soldados da Força Móvel Especial e bombeiros foram mobilizados para limpar estradas bloqueadas por inundações ou árvores caídas. Técnicos da Central de Eletricidade foram enviados para restabelecer os serviços elétricos e reduziram em 375 o número de domicílios sem energia elétrica para 10 de janeiro. As escolas permaneceram fechadas no dia 19 de janeiro, enquanto o Ministério da Educação avaliava a situação e realizava reparos; reabriram na segunda-feira seguinte, 22 de janeiro, com exceção de uma escola primária que reabriu um dia depois. Para lidar com a escassez de vegetais, foram tomadas medidas para importar cenouras, vagens, couve-flor e repolho da África do Sul, Índia e Egito, para serem vendidos a preço de custo para torná-los mais acessíveis. Em mais uma tentativa de reduzir custos, foi negociado um acordo com a Saudia para transportar vegetais do Egito três vezes por semana gratuitamente, a partir de fevereiro. A extensão do descarte inadequado de resíduos nas Maurícias foi destacada por Berguitta, com 957 metric tons (1,055 short tons) de lixo coletado nas praias de Maurício depois de ter sido levado para a praia pelo ciclone.
Após a passagem de Berguitta, 13.000 moradores de Maurício se registraram nas autoridades para receber pagamentos de ₨ 175 (cerca de US$ 5) por dia para cobrir despesas de alimentação e acomodação. O governo informou que ₨ 2,5 milhões (US$ 74,000) foram distribuídos às vítimas de Berguitta por 20 de janeiro. No entanto, discrepâncias na quantidade de dinheiro dado a cada pessoa, atrasos no recebimento dos pagamentos e um sentimento geral de que o valor de cada pagamento era muito pequeno geraram descontentamento entre as vítimas, culminando em protestos do lado de fora das delegacias de Pope Hennessy e Terre-Rouge em Porto Louis em 19 de janeiro. Os agricultores receberam ₨ 3.500 (US$ 100) em sementes por acre para recomeçar suas plantações. No entanto, isso também foi visto como insuficiente, principalmente pelos proprietários de plantações de pequena escala. A eventual soma de dinheiro investido pelo governo em ajuda agrícola foi de cerca de ₨ 14 milhões (US$ 410,000). O Gabinete do Primeiro-Ministro pediu aos setores público e privado que contribuíssem para o Fundo de Auxílio ao Ciclone do Primeiro-Ministro, uma vez que se esperava que as obras de reparo em toda a ilha seriam muito caras para o governo financiar sozinho. Respondendo ao chamado, a empresa imobiliária local Mont Choisy Group, a Mauritius Housing Company e o governo da República Popular da China doaram ₨ 1 milhões (US$ 29,000) para o fundo. Arábia Saudita doou US$ 20 milhões ao país para financiar projetos de infraestrutura, metade dos quais destinados à reconstrução pós-Berguitta. A Cruz Vermelha de Maurício apresentou um plano de ação para apoiar 600 famílias afetadas pela Berguitta, mas o governo recusou sua ajuda em favor de recorrer ao Fundo de Alívio ao Ciclone do Primeiro Ministro e utilizar ajuda externa. Uma campanha de doação foi organizada por Courts Singapore e Mistral em 22 de fevereiro, onde as famílias afetadas pela Berguitta receberam diversos eletrodomésticos. Embora a maioria das pessoas nos centros de evacuação tenha saído depois de fazer os reparos em suas casas, várias famílias na cidade de St. Malo que perderam suas casas por completo permaneceram. Apesar de alegar que o governo havia prometido fornecer-lhes moradia, eles não receberam nenhuma atualização até serem despejados do centro em 17 de julho. Depois de fazerem petições ao governo por meio de greves de fome e manifestações, eles acabaram recebendo acomodações alternativas até que suas novas casas terminassem a construção em outubro.
O ex-diretor dos Serviços Meteorológicos das Maurícias, Subiraj Sok Appadu, classificou a Berguitta como um "alerta" para as Maurícias lidarem melhor com os ciclones e as alterações climáticas, e estimou que a perturbação causada pela Berguitta resultaria na diminuição do produto interno bruto das Maurícias em cerca de 1,5 a 2 por cento—aproximadamente ₨ 6–8 mil milhões (US$ 180 – 240 milhão). O economista local Eric Ng estimou que a cessação da atividade econômica de 17 para de 18 janeiro resultaria em perdas de ₨ 2 mil milhões (US$ 59 milhão). A indústria têxtil sozinha perdeu ₨ 200 milhões (US$ 5.9 milhões) de receita devido ao fechamento de fábricas, conforme avaliado pelo CEO da fabricante local de roupas Star Knitwear. Embora graves, os danos nas Maurícias não foram tão graves como inicialmente esperado, devido ao rápido movimento de Berguitta pelo país.

## Efeitos na Reunião

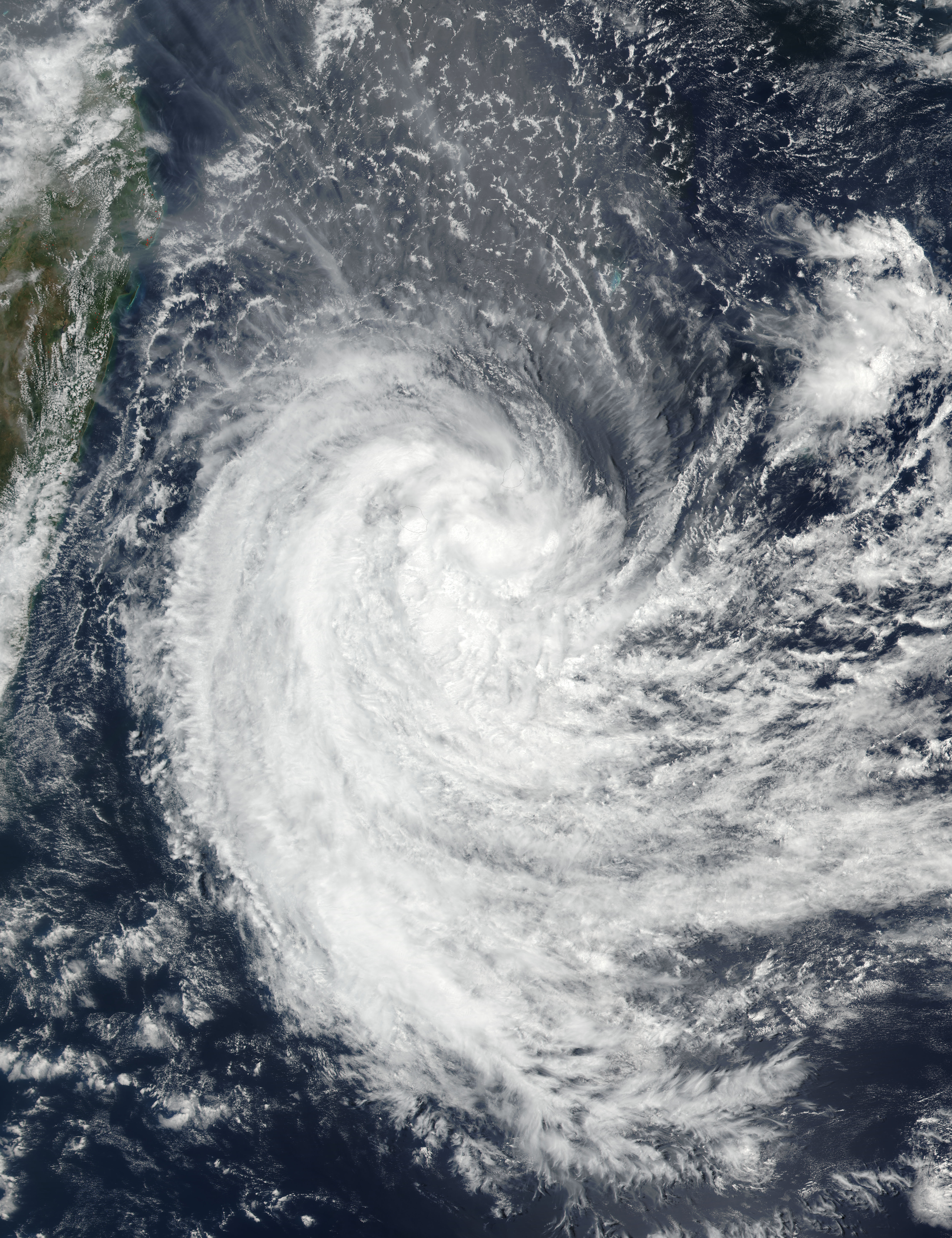
Berguitta sudeste da Reunião em 18 janeiro

### Preparações
Reunião foi colocada em pré-alerta ao meio-dia de 15 de janeiro, enquanto Berguitta ainda estava 531 mi (855 km) leste-nordeste da ilha. A corrida às compras em supermercados começou logo em 14 de janeiro, as previsões iniciais do MFR mostravam Berguitta passando perto ou sobre a Reunião. As prateleiras foram esvaziadas rapidamente de água e comida enlatada enquanto longas filas se formavam do lado de fora dos supermercados, causando frustração entre alguns reunioneses. Vários equipamentos públicos e atrações turísticas, como piscinas públicas, museus e parques, foram fechados a partir de 16 de janeiro, quando o tempo piorou. A Électricité de France preparou seu pessoal e equipamentos para lidar com possíveis danos à rede elétrica. Várias companhias aéreas, incluindo Air Austral, Air France, Corsair, XL Airways, Air Mauritius e French Blue, modificaram seus horários de voo de 16 de janeiro para evitar o mau tempo.
O nível de alerta foi elevado para laranja em 17 de janeiro, permitindo a abertura de abrigos de evacuação em toda a ilha. A Universidade da Ilha da Reunião fechou seu campus a partir da tarde de 17 de janeiro até a manhã de 22 de janeiro. Aeroporto de Roland Garros fechado na noite de 17 de janeiro até a manhã de 19 de janeiro. Barqueiros nos portos de Sainte-Marie e Saint-Gilles foram proibidos de sair para o mar pela Câmara de Comércio e Indústria. O alerta vermelho não foi emitido devido à falta de ventos com força de furacão registrados, mesmo quando as chuvas sobre a ilha ficaram mais intensas e as condições se tornaram mais perigosas. Ao mesmo tempo, as autoridades decretaram medidas preventivas cada vez mais rigorosas, mais características de um alerta vermelho.

### Impacto
Reunião foi fustigada por fortes chuvas e rajadas de vento na maior parte de 18 de janeiro quando Berguitta ultrapassou 34 mi (55 km) leste-sudeste da ilha. Uma rajada de pico de 144 km/h (89 mph) foi observado em Gros-Piton, Sainte-Rose na manhã de 18 de janeiro. Intensas chuvas torrenciais ocorreram sobre a ilha a partir do final do dia 17 de janeiro, embora a influência da circulação de Berguitta tenha gerado chuva na ilha já em 11 de janeiro. A maior precipitação na Reunião ocorreu em Grand Coude, Saint-Joseph, com um total de 24 horas de chuva de 848 mm (33.4 in), um total de 48 horas de 981 mm (38.6 in), e um total de oito dias de 11 a 18 de janeiro de 1,862 mm (73.3 in). Todos eles quebraram recordes específicos de localização para chuvas anteriormente realizadas pelos ciclones Connie, Hollanda e Hyacinthe, um padrão observado em vários outros lugares nas partes sul e sudoeste da Reunião. Com solos já próximos ou em saturação por causa das fortes chuvas do Ciclone Ava de 2 a 8 de janeiro, a adição de chuvas intensas de Berguitta causou inundações significativas em toda a Reunião, particularmente no sul da ilha. As estradas foram obstruídas por árvores caídas e deslizamentos de terra, enquanto as pontes foram lavadas por rios caudalosos; as comunas de Le Port, Le Tampon e Saint-Leu emitiram proibições de trânsito em meio às perigosas condições de condução. As rodovias Route du Littoral e Route de Cilaos foram severamente danificadas e obstruídas por detritos. Bassin Plat em Saint-Pierre foi completamente inundada quando a vizinha Rivière d'Abord estourou suas margens, forçando várias centenas de habitantes da cidade a evacuar. Um cemitério em Saint-Leu foi inundado, junto com casas próximas. Em meio às inundações generalizadas, a gendarmerie, a polícia, os bombeiros e os soldados do Exército francês realizaram um total de 190 intervenções durante a tempestade e resgataram 86 pessoas. Uma pessoa em L'Étang-Salé desapareceu depois de ser arrastada pelas águas da enchente. Árvores caídas danificaram linhas de energia em muitos lugares, deixando até 100.000 clientes da Électricité de France sem energia. Toda a Saint-Joseph e Saint-Philippe perdeu o acesso à água potável. Interrupções menores no abastecimento de água foram sentidas em Entre-Deux, Les Avirons, Le Tampon, e Saint-Louis. Ao longo da costa ocidental da Reunião, grandes ondas de Berguitta contribuíram para a erosão costeira severa, e arrastaram milhares de ouriços-do-mar ao longo das praias de Petit Boucan em Saint-Gilles. As inundações de Berguitta varreram minerais e resíduos para a lagoa de Saint-Leu, contribuindo para a morte em massa de corais.
O setor agrícola sofreu danos significativos, pois as fortes chuvas causaram deslizamentos de terra e saturaram o solo, destruindo as plantações e resultando na inutilização de alguns terrenos agrícolas. Uma granja de frangos em Saint-Joseph registrou perdas de € 80.000 (US$ 94,000) depois que 13.700 de suas 14.000 galinhas morreram afogadas. Um agricultor em Le Tampon perdeu 50.000 pés de abacaxi no valor de € 45.000 (US$ 53,000) – quase toda a sua plantação. Outros 290 hectares (720 acres) de hortaliças na comuna foram destruídos. Em toda a ilha, cerca de 56 mi (90 km) de estradas madeireiras foram arrastadas por inundações e deslizamentos de terra. Cerca de 200 colmeias foram levadas pela água e outros 200 bovinos morreram. Danos à agricultura na Reunião foram de pelo menos € 16,7 milhões (US$ 19.7 milhão). As perdas econômicas globais em toda a ilha foram estimadas em € 41 milhões (US$ 48 milhões), incluindo € 2,5–3 milhões (US$ 3.0 – 3.5 milhões) de danos em L'Étang-Salé, € 2 milhões (US$ 2.4 milhões) em Saint-Philippe, e €8 milhões (US$ 9.5 milhões) em Petite-Île.

### Consequências
O alerta laranja foi levantado por 19 de janeiro, quando o Berguitta se afastou da Reunião e enfraqueceu, permitindo que as avaliações dos danos começassem e os reparos fossem feitos. A Électricité de France mobilizou cinco equipes, mais de cem técnicos e quatro helicópteros para avaliar e reparar os danos na rede elétrica. Quatrocentos pacotes de água engarrafada foram transportados de helicóptero para Saint-Louis para resolver a escassez de água. O Conselho Departamental da Reunião anunciou que investirá € 20 milhões (US$ 24 milhões) em esforços de reconstrução, e atribuiu um montante adicional de 5 € milhões (US$ 5.9 milhões) à infraestrutura rodoviária no orçamento anual. As empresas afetadas pela Berguitta receberam pagamentos entre € 500 e € 1.500 (US$ 590 e US$ 1,800) como compensação por suas perdas. Um estado de calamidade natural foi reconhecido nas comunas de Cilaos, Entre-Deux, L'Étang-Salé, Le Tampon, Les Avirons, Petite-Île, Saint-Joseph, Saint-Leu, Saint-Louis e Saint-Pierre em 30 de janeiro, e em Saint-Philippe em 21 de fevereiro. Isso permitiria que as comunas apresentassem reclamações às suas seguradoras para reduzir o custo dos danos. O Ministério do Ultramar, sediado na França Metropolitana, concedeu à Reunião acesso ao Fundo de Ajuda Ultramarina em 6 de fevereiro como uma "demonstração de solidariedade nacional".
A cidade de Cilaos ficou isolada por várias semanas devido a constantes desmoronamentos e deslizamentos de terra durante e depois que Berguitta bloqueou repetidamente a Estrada de Cilaos, a única estrada de Cilaos para a costa e seus portos. A atividade econômica na cidade parou assim, colocando em risco até 1.500 empregos. Foi iniciado um projeto para reconstruir pontes sobre o rio Saint-Etienne, represando-o temporariamente, com custos estimados em mais de € 100 milhões (US$ 120 milhão). Para apoiar as empresas afetadas, no início de fevereiro, as autoridades alocaram € 2 milhões (US$ 2.4 milhões) orçamento para ajuda financeira. Um adicional de € 300.000 (US$ 350,000 ) de um fundo de emergência foi prometido, mas os atrasos na distribuição dos fundos provocaram um protesto de empresários do lado de fora do escritório da Câmara de Comércio e Indústria em Saint-Pierre em 12 de março. Outros € 600.000 (US$ 710,000) foram entregues às empresas afetadas em Cilaos e Grand Bassin, Le Tampon no final de março.
A recuperação da Reunião após o Berguitta foi interrompida no início de março pelo Ciclone Dumazile. As colheitas recém-plantadas foram destruídas pelos ventos e chuvas de Dumazile e alguns solos tornaram-se inutilizáveis para a agricultura depois de ficarem ainda mais inundados, levando à escassez de frutas e vegetais mais uma vez. As obras de reparação da Estrada de Cilaos foram interrompidas em parte devido à passagem de Dumazile, irritando os moradores de Cilaos. Os esforços de recuperação foram ainda mais atrasados em abril, quando o ciclone Fakir produziu efeitos semelhantes aos do Berguitta. As situações semelhantes vividas durante Berguitta e Fakir, onde as chuvas em vez do vento eram a principal ameaça, levaram a um redesenho dos Alertas de Ciclones na Reunião. A intensidade da chuva agora pode ser um gatilho para alertas, e um novo "alerta roxo" foi adicionado para refletir condições excepcionalmente perigosas.